# Дзвели-Сенаки
Дзвели-Сенаки (груз. ძველი სენაკი) — село в Грузии, на территории Сенакского муниципалитета края (мхаре) Самегрело-Верхняя Сванетия.

## География
Село находится в западной части Грузии, на левом берегу реки Техури, на расстоянии приблизительно 1 километра (по прямой) к востоко-северо-востоку от города Сенаки, административного центра муниципалитета. Абсолютная высота — 46 метров над уровнем моря.

## Население
По результатам официальной переписи населения 2014 года в Дзвели-Сенаки проживало 1350 человек (657 мужчин и 693 женщины). В национальной структуре населения грузины составляли 99,8 %.
| Год  | Население, человек |
| ---- | ------------------ |
| 2002 | 1701               |
| 2014 | ↘ 1350             |